# Симулянт (фильм, 2005)
«Симулянт» (англ. The Ringer) — фильм режиссёра Барри Блауштейна, снятый им в 2005 году.

## Сюжет
Дядя и племянник решили путём симуляции добиться участия в Специальных Олимпийских играх для инвалидов и выиграть их, чтобы вернуть свои долги. Для этого один из них, парень по имени Стив, должен во что бы то ни стало опередить действующего чемпиона Джимми.

## В ролях
| Актёр           | Роль  |
| --------------- | ----- |
| Джонни Ноксвилл | Стив  |
| Брайан Кокс     | Гарри |
| Кэтрин Хайгл    | Линн  |
| Зен Геснер      | Дэвид |

## Критика
На агрегаторе рецензий Rotten Tomatoes рейтинг одобрения, основанный на 89 рецензиях со средней оценкой 5 из 10, составляет 40 %. Консенсус сайта гласит: «Несмотря на несколько шуток и добрые намерения, фильм слишком предсказуем, чтобы действительно набирать очки, к которым он стремится».
Роджер Эберт дал фильму 3 звезды из 4, заявив: «Фильм меня удивил. Он относится к своим персонажам-инвалидам с любовью и уважением и это на самом деле мило».